# Age of Empires III
Age of Empires ІІІ (AoE III) — відеогра жанру стратегії у реальному часі, розроблена Ensemble Studios та видана Microsoft Game Studios. Версія для персональних комп'ютерів під управлінням Windows вийшла 18 жовтня 2005 року у Північній Америці та 4 листопада того ж року у Європі. Порт для Mac OS був розроблений MacSoft Games та виданий Destineer у 2006 році. Це третя частина в серії ігор Age of Empires, та сиквел Age of Empires II: The Age of Kings. Age of Empires ІІІ присвячено епосі європейської колонізації Америки між 1492 і 1850 роками. Вона принесла багато інновацій до серії, наприклад, додавши можливість відправки допомоги з метрополії.
До гри було розроблено та видано два доповнення: Age of Empires III: The WarChiefs (2006) і Age of Empires III: The Asian Dynasties (2007), кожне з яких додало нові ігрові нації та сюжетні кампанії.

## Ігровий процес

Поселення і війська британців

### Основи
Гравець керує розвитком поселення обраної нації, для чого наказує робітникам збирати ресурси, зводити споруди, замовляє і вдосконалює війська та командує ними, щоб знищити противника. На початку гравець володіє міським центром, розвідником і кількома поселенцями-робітниками. Досліджуючи мапу, робітники збирають ресурси, які потім використовують для будівництва споруд різного призначення і найму юнітів: додаткових робітників, піхотинців, стрільців, кавалерії та артилерії.
Існує три традиційних для Age of Empires типи ресурсів: їжа, дерево і золото. Їжа отримується з дичини або свійських тварин, землеробства та рибальства. Дерево — вирубкою лісу. Золото — зі срібних або золотих рудників, від торгівлі або знахідки цінних речей, таких як шкури тварин чи скарби бандитів. Накопичивши достатньо ресурсів, поселення може перейти в наступну «добу», що відкриває нові споруди, юнітів і вдосконалення.
Юніти займають певну кількість очок населення, ліміт яких підвищується зведенням жител. З кожною добою в казармах, стайнях, артилерійських цехах, відкривається доступ до нових військ. На початку гравець може наймати таких бійців, як пікінери, алебардники, арбалетники. Далі відкриваються мушкетери, гусари, обслуга мортири тощо. Маючи вихід до води, гравець може збудувати верф і замовляти на ній риболовецькі, транспорті та військові кораблі.
За успішне виконання різноманітних дій гравець отримує очки досвіду, набравши їх вдосталь, він може замовити собі допомогу з метрополії: ресурси, війська, вдосконалення або будівельні обози. На мапі розташовані поселення корінних народів, з якими можна укласти союз і наймати їхні війська. На торгових шляхах будуються торгові пости, які періодично приносять дохід.

### Метрополії
Новітньою для серії Age of Empires стала система метрополій (англ. The Home City), представлених «рідним містом» колонії. Метрополія є частиною рольової системи, вона накопичує рівні розвитку та з кожним новим рівнем дає дедалі більше переваг. Гравці можуть замовляти собі допомогу з метрополії (юнітів, ресурси, загальні покращення), символізовану «картками поставок». Нові картки можна відкривати з кожним новим рівнем метрополії, всього 120 карток. Вони поділені на кілька категорій за будівлею в місті: Торгова компанія дає економічних юнітів і ресурси, Військова академія — солдатів і військові покращення, Собор — вдосконалення будівель, Мануфакторія — розвинені економічні вдосконалення, Порт — вдосконалення флоту і найманців.

### Історичні доби
В Age of Empires ІІІ є 5 умовних історичних діб:
- Доба великих географічних відкриттів (англ. Discovery Age). Гравець лише розпочинає досліджувати територію та розвивати економіку. В цій добі неможливо створювати військові підрозділи;
- Колоніальна доба (англ. Colonial Age). Стають доступними перші військові підрозділи;
- Доба фортифікацій (англ. Fortress Age). Стає можливо будувати перші форти й краще оснащене військо;
- Індустріальна доба (англ. Industrial Age). Додаються фабрики, що автоматично генерують ресурси або артилерію. Стають доступними всі поставки з метрополії та військові підрозділи;
- Доба імперій (англ. Imperial Age). Гравцеві відкриваються всі дослідження, а всі поставки з метрополії стають доступними повторно.

Для переходу до нової доби необхідні їжа та золото (для колоніальної доби треба лише 800 їжі). В Age of Empires ІІІ була задіяна нова для серії «система політиків», яка дає бонуси за перехід до нової доби. При кожному переході гравцю на вибір даються два або більше «політиків», які дають певні бонуси відповідно до їх звання. Наприклад, натураліст дає гравцю чотири корови. З кожним десятим рівнем метрополії відкривається новий політик для вибору аж до 60 рівня.

### Нації
У грі беруть участь вісім націй: англійська, французька, іспанська, португальська, німецька, голландська, турецька та російська. Кожна з націй має своє місто-метрополію, умовного покровителя (впродовж історичних діб лишається тим самим), та особливі юніти, будівлі й бонуси.
| Прапор | Нація              | Метрополія      | Покровитель        | Особливості |
| ------ | ------------------ | --------------- | ------------------ | --- |
|        | Іспанія            | Севілья         | Ізабелла I         | Іспанці найшвидше отримують допомогу з метрополії. Мають сильну кінноту і флот. Іспанський розвідник при досягненні доби відкриттів може тренувати бойових псів, які атакують навколишніх ворогів. Метрополія головним чином допомагає оборонними спорудами та військами. |
|        | Британська імперія | Лондон          | Єлизавета I        | Британці зводять пансіони замість звичайних будинків, які на 50 % дорожчі. При будівництві пансіону він, крім збільшення ліміту населення, дає безкоштовного поселенця. Володіють сильними мушкетерами. Метрополія надає велику кількість допомоги флоту.                 |
|        | Франція            | Париж           | Наполеон Бонапарт  | Французи наймають сильних поселенців (Coureurs des bois), дорогих, але кращих в економічному та воєнному планах. Також французи отримують більше вигоди від союзів з корінними племенами. Метрополія надає найбільше карток, пов'язаних з посиленням аборигенів.          |
|        | Португалія         | Лісабон         | Енріке Мореплавець | Португальці кожної нової доби отримують кибитку, якою можна побудувати додатковий міський центр. На старті отримують багато поселенців. Мають додаткові дослідницькі можливості, як от «шпигунське око» для розвідки будь-якої території. Володіють сильними драгунами.   |
|        | Голландія          | Амстердам       | Моріц Оранський    | Голландці наймають поселенців не за їжу, а за золото, лишаюючи більше ресурсів на інші потреби, проте можуть мати їх не більше 50. Можуть будувати банки, які постійно генерують золото. Метрополія головним чином посилює економіку та флот.                             |
|        | Російська імперія  | Санкт-Петербург | Іван Грозний       | Росіяни наймають поселенців і піхоту групами, а не поодинці. Будують особливі казарми (остроги), здатні автоматично атакувати ворогів. Мають на озброєнні найсильніших гренадерів.                                                                                        |
|        | Пруссія            | Берлін          | Фрідріх II         | Німці окрім звичайних поселенців наймають в метрополії ефективніших візників. З кожною поставкою також отримують безкоштовних уланів. Метрополія надає найбільше військових карток, зокрема картки найманців.                                                             |
|        | Османська імперія  | Стамбул         | Сулейман I         | Турки можуть створювати обмежену кількість поселенців, але безкоштовно. Володіють дуже ефективними проти піхоти яничарами та різноманітною артилерією. Спеціальна картка дає переваги в скотарстві.                                                                       |

### Місцеві жителі
В Age of Empires ІІІ можна укладати союзи з корінними народами. Всього на мапах можливо зустріти 12 народів: ацтеки, кариби, черокі, команчі, крі, інки, ірокези, лакота, мая, нутка, семіноли та тупі. Для союзу з ними слід побудувати факторію на території поселення народу. Після будівництва факторії, гравець може створювати обмежену кількість військ аборигенів й досліджувати їхні особливі технології. Одне поселення може мати союз лише з одним гравцем. Крім того на карті розташовані місця під торгові пости, захопивши які, гравець отримує постійний притік коштів.

## Сюжет
Сюжетна компанія складається зі сценаріїв, об'єднаних в три акти. В кожному сценарії гравець має виконати специфічні завдання. Замість того, щоб традиційно для серії грати за представлені в грі нації, гравцеві дається можливість послідовно зіграти за націю, яка презентує час, в якому відбувається акт.
Акт I: «Кров». Перший акт гравець розпочинає у ролі Моргана Блека — лицаря ордену кавалерів святого Йоана, який захищає останню фортецю на острові Мальта від Шахіна з Османської імперії. Морган отримує наказ від свого воєначальника Алена Маньяна утримувати Шахіна з чим успішно справляється, доки турки не підганяють бомбарди. Морган запалює сигнальний вогонь і йому на допомогу приходить Ален із кавалерією. Разом вони відганяють турків і захищають базу.
Використовуючи захоплену у турків артилерію, Морган і Ален остаточно виганяють турків з острова і знищують всі їх склади боєприпасів, сховані в глибині печер. Там вони знаходять таємну кам'яну бібліотеку, де описана історія «Місячного озера», в якому знаходиться «Джерело вічної молодості», реліквія американських індіанців, що дає вічне життя. Також у бібліотеці був описаний таємний орден — «Коло Осуса», яке теж розшукує реліквію. Ален відправляє Моргана до Нового Світу, щоб випередити турків, але Моргана перехоплюють пірати на чолі з Лізі (Елізабет Рамзі). Після перемоги над Лізі, Морган та його команда знаходять морські мапи, які допомагають їм успішно добратися до Юкатана.
Зіштовхнувшись із Шахіном та турками на Юкатані, Морган повністю знищує їх базу. Іспанський конкістадор, Хуан Дельгадо де Леон, випереджає Моргана і захоплює Шахіна з його спільниками. Морган атакує й перемагає іспанців, які нападають на його нових союзників, ацтеків. Після вдалого захисту ацтеків, Морган усвідомлює, що та мапа за якою полювали іспанці, зашифрована в мозаїку в центрі міста ацтеків. З неї Морган дізнається, що «Місячне озеро» знаходиться у Флориді.
Морган вирушає до Флориди, сподіваючись перехопити іспанців, але його флот зазнає пошкоджень від урагану. Вимушений пристати до Куби, Морган входить в довіру до Лізі й обіцяючи їй все іспанське золото, вмовляє її підкинути його до Флориди.
У Флориді Морган з Лізі зустрічають Алена, який наказує Моргану захопити іспанські кораблі зі скарбами, поки сам мчить укрпіитися на річці. Разом з Лізі, Морган захоплює іспанський флот, в процесі знищує Дельгадо й захоплює Шахіна. Шахін розповідає Моргану, що він насправді хотів завадити «Колу Осуса» захопити «Джерело вічної молодості».
Ален Маньен повертається з річки й наказує Моргану стратити своїх союзників-індіанців і Шахіна, але Шахін з Лізі запевняють Моргана, що Ален лідер «Кола Осуса». Тоді пірат, лицар й турок об'єднуються задля знищення «Джерела вічної молодості» й зупинення Алена.
Після прибуття до «Місячного озера» герої захоплюють величезну стаціонарну гармату. За допомогою неї, кораблів Лізі, начинених вибухівкою Шахіна, а також військ Моргана вони знищують «Джерело». Ален Маньян особисто керує контратакою й помирає в бою.
Після знищення «Джерела», Шахін повертається на батьківщину. Лізі, засмучена втратою іспанського скарбу, покидає Кариби. Пізніше вона зустрінеться з Морганом і можливо стане матір'ю його дітей.
Акт II: «Лід». В другому акті гра відбувається за онука Моргана — Джона Блека та його друга Каньєнке. Вони разом з іншими найманцями прямують до Брансвіка, де дядько Джона — Стюарт Блек намагається захистити колонію від вершників індіанського племені черокі. Поки Джон і Каньєнке разом з половиною колоністів змушують черокі підписати мир, на колонію нападають англійці на чолі з генералом Ворвіком. Ворвік захоплює колонію, а з нею й Стюарта.
Джон і Каньєнке виганяють англійські війська з Брансвіка, але Ворвік зі Стюартом тікають. Джон усвідомлює, що «Коло Осуса» повернулося, а Каньєнке вірить, що його дочка Нонакі може бути в небезпеці. Тож вони вирушають на допомогу. Підозри Каньєнке виявляються правдивими. Каньєнке разом з Джоном захищають поселення Нонакі. Тут виявляється, що Джон і Нонакі закохані, але не розповідають про це Каньєнке, чекаючи мирніших часів.
Джон і Каньєнке переслідують Ворвіка і підтримують французів у Семирічній війні проти Ворвіка. Коли полковник Джордж Вашингтон повідомляє Джона, що англійці теж полюють на Ворвіка, Джон погоджується його спіймати. Джон веде своїх найманців та війська Джорджа Вашингтона до Великих Озер де успішно знищує базу Ворвіка. Присутність військ «Кола Осуса» доводить Джону, що Ворвік лідер «Кола Осуса». У руїнах бази «Кола», Джон знаходить діло дядька Стюарта. Джон наполягає на тому, щоб Нонакі залишалася в поселені, доки вони полюватимуть на Ворвіка, який знов втік. Каньєнке погоджується і розповідає, що знає про Джона і його сестру. Сам би він не обрав би Джона за її чоловіка, але він поважає вибір сестри.
Джон і Каньєнке прибувають до Великих рівнин, де збирають війська аборигенів. Тут Джон дізнається, що Ворвіку допомагає армія росіян. Ворвік намагається їхніми руками захопити британські й французькі колонії поки вони втягнуті у війну. Джон за допомогою шахтарів валить мости, заважаючи росіянам просуватися територією. Джон вирішує викликати вибухом лавину, аби остаточно зупинити росіян, але його знаходять війська Ворвіка. Джон підриває міст ціною свого життя, забираючи за собою Ворвіка з його військами. Спричинена вибухом лавина знищує російських загарбників.
Весною Каньєнке повертається в поселення. Пізніше Нонакі народжує Джону сина — Натаніеля.
Акт III: «Сталь». У третьому акті гра відбувається за онуку Джона — Амелію Блек, власницю залізничної кампанії «Сокіл» (англ. The Falcon Company) імовірно названої на честь Шахіна, ім'я котрого й означає «сокіл». Амелія шукає варіанти фінансування, адже всі накопичені сім'єю гроші її батько Натаніель пустив на підтримку війни .
Після перемоги над конкуруючою кампанією, Амелія приєднується до кавалерії Сполучених штатів біля мексиканського кордону. Там вона зустрічає французького шукача скарбів — П'єра Бомонта, який допомагає їй та командиру кавалерії Сполучених штатів — майору Куперу захистити форт від нападу мексиканців. Бомонт запрошує Амелію до однієї шахти в Колорадо, де їх зустрічає вже літній Каньєнке, який привів з собою війська Купера. Він повідомляє Амелії, що Бомонт — лідер «Кола Осуса». Амелія, Каньєнке і Купер переслідують Бомонта в печерах, де знаходять мапу з координатами «Місячного озера».
Прибувши до озера Купер бачить, що воно перетворилося на велике болото. Після битви з Іспанцями Купер зустрічає Бомонта. Бомонт спускає собак на Купера, одну Купер підстрелює, а інша вбиває його. Амелія дізнається, що існує місто інків, де все ще зберігається вода з «Джерела».
Амелія разом з Каньєнке вирушають туди. Там вони допомагають Симону Болівару перемогти іспанців. Болівар дає їм провідників і вони проходять через небезпечні Анди. Знайшовши місто, Амелія допомагає його захистити, перемагаючи війська «Кола». Бомонту вдається втекти з водою з «Джерела».
Амелія і Каньєнке нападають на останню фортецю на Кубі, уклавши союз із іспанською колонією. Очікуючи на підмогу від Сполучених штатів, вони знищують стаціонарні гармати, що охороняють узбережжя. Під час останньої битви Амелія з Каньєнке вбивають Бомонта. На знайдені скарби Амелія відновлює свою компанію й продовжує прокладати нові залізничні колії.

## Оцінки й відгуки
| Агрегатор    | Оцінка |
| ------------ | ------ |
| GameRankings | 82 %   |
| Metacritic   | 81 %   |

| Видання        | Оцінка |
| -------------- | ------ |
| GameRevolution | B-     |
| GameZone       | 9.5/10 |
| IGN            | 8.8/10 |
| PC Gamer (США) | 91%    |
| VideoGamer.com | 8/10   |

Age of Empires III отримала загальне схвалення та високі оцінки критиків. На агрегаторі GameRankings гра отримала середню оцінку 82 %. Age of Empires III зайняла 8-е місце з-поміж найкраще продаваних ігор для ПК в 2005 році, було продано 2 млн копій гри. У 2007 було продано 313 000 копій, що дозволило їй зайняти 7-е місце серед найпродаваніших ігор того року.
GameSpot зауважили, що Age of Empires III має чимало оригінальних нововведень та відмінну графіку, проте в грі було видалено низку елементів, які робили попередні ігри серії успішними. Наприклад, тут не можна перемогти, звівши Чудо світу.
GameSpy відгукнулися про неї: «Age of Empires III можливо не перевернула стратегії в реальному часі, але підіймає планку якості так високо, що ми рівнятимемо ігри на неї роками».
IGN також схвально відгукнулися про гру, зокрема про графіку та сам ігровий процес, написавши: «Age of Empires III — відмінно збалансована і проопрацьован гра і однозначно підвищує ставки для розробників C&C і 'Craft».
Game Revolution описали гру як «детальну, наче історична книга, і повну розваг» завдяки збереженню вдалих елементів Age of Empires II і введенню своєрідної рольової системи.
GameZone відгукнулися, що гра має графікою, порівнянною з графікою шутерів від першої особи та має вдалі нововведення. «Це одна з найгарніших ігор, ти паче RTS, що виходять на ринок» — відмічалося у вердикті.